# 산북면 (여주시)
산북면(山北面)은 경기도 여주시의 면이다.

## 개요
산북면은 73%가 산지로 이루어진 곳으로, 이곳에서 자라는 참나무로 표고버섯을 재배한다. 양자산과 앵자봉이 유명하며, 여름철에는 면내의 문바위 계곡이 피서지로 이용된다. 1970년 12월 16일 금사면 산북출장소 설치가 이뤄졌으며 1989년 4월 1일 산북면으로 승격하였다.
- 2013년 9월 23일 : 여주군 일원이 여주시가 되면서 하품리가 명품리, 주어리로 분할.

## 법정리
- 송현리(松峴里)
- 상품리(上品里): 면행정복지센터 소재지
- 후리(後里)
- 명품리(明品里)
- 주어리(走魚里)
- 백자리(栢子里)
- 용담리(龍潭里)

## 문화재
- 서희장군묘 - 경기도 기념물 제36호